# Conflito Oromo
O conflito Oromo é um conflito armado em curso entre a Frente de Libertação Oromo (OLF) e o governo da Etiópia. O conflito começou em 1973, quando os nacionalistas oromos estabeleceram a Frente de Libertação Oromo e seu braço armado, o Exército de Libertação Oromo (ELO). 

## Histórico
O povo oromo é um grupo étnico que habita principalmente a Etiópia, com comunidades no vizinho Quênia e na Somália também.  Constituem o maior grupo étnico da Etiópia e o maior do Chifre da África; conforme um recenseamento de 2007, representam cerca de 34,5% da população etíope e outros estimam que representam cerca de 40% da população. 
Em 1967, o regime imperial de Haile Selassie I proibiu a Associação de Autoajuda Mecha e Tulama (MTSHA), um movimento social oromo, e realizou prisões em massa e execuções de seus membros. O líder do grupo, o coronel general Tadesse Birru, que era um oficial militar proeminente, estava entre os detidos.  As ações do regime provocaram indignação entre a comunidade oromo, levando em última instância à formação da Frente Etíope de Libertação Nacional em 1967  e da Frente de Libertação Oromo em 1973. 